# Ballwil
Ballwil (anticamente Mettenwil; toponimi tedeschi) è un comune svizzero di 2 668 abitanti del Canton Lucerna, nel distretto di Hochdorf.

## Geografia fisica
Ballwil sorge all'imboccatura della valle Seetal.

## Storia

### Simboli
Lo stemma comunale riprende il blasone dei signori di Ballwil. È presente anche sulla mappa di Lucerna del 1597 ad identificare il paese.

## Monumenti e luoghi d'interesse
- Chiesa parrocchiale cattolica di Santa Margherita, attestata dal 1275 e ricostruita nel 1711 e nel 1847-1849[4].

## Società

### Evoluzione demografica
L'evoluzione demografica è riportata nella seguente tabella:
Abitanti censiti

## Geografia antropica

### Frazioni
Le frazioni di Ballwil sono:
- Gerligen
- Gibelflüh
- Mettenwil
- Wald
- Wissenwegen

## Infrastrutture e trasporti

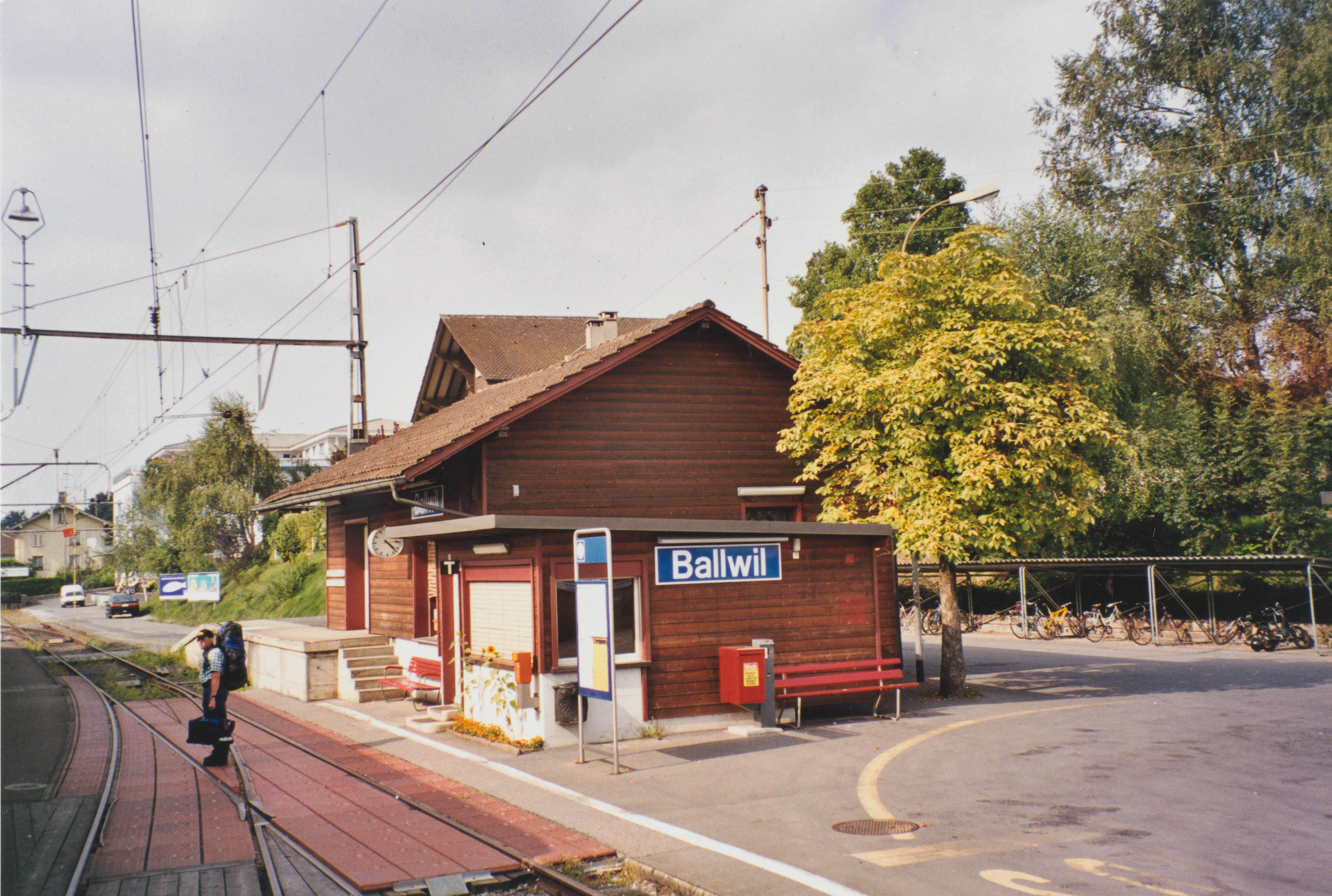
La stazione di Ballwil

Ballwil è servito dall'omonima stazione ferroviaria delle Ferrovie Federali Svizzere, sulla linea della Seetal.